# Lipence
Lipence – część Pragi. W 2006 zamieszkiwało ją 250 mieszkańców.